# ジョージ・ウェント
ジョージ・ウェント（George Wendt、1948年10月17日 - 2025年5月20日）は、アメリカ合衆国の俳優・声優である。イリノイ州シカゴ出身。

## 来歴
1948年にイリノイ州シカゴで生まれる。後にウィスコンシン州の高校を卒業後、ノートルダム大学を経て、カンザスシティのロックハースト大学経済学部卒。
1975年に即興演劇集団のセカンド・シティへ入団。後に妻となる伴侶ともそこで出会った。その後、役者として着々とキャリアを重ねていき、『Taxi』や『チアーズ』、『サタデー・ナイト・ライブ』などの人気テレビドラマやコメディ・ショーなどへ次々と出演。『サタデー・ナイト・ライブ』においては映画監督のフランシス・フォード・コッポラと共にホストを務めた。1980年に映画デビューして以来、映画にも数多く出演しており、マイケル・キートン主演の日米経済摩擦をテーマにした『ガン・ホー』においては、山村聡とも共演した。近年はテレビ作品への出演が多い。
妻との間に3人の子供がいる。
2025年5月20日の朝、自宅で死去。76歳没。

### ミュージカル
2007年10月23日から2008年11月までブロードウェイ・ミュージカル『ヘアスプレー』でエドナ・ターンブラッド役を演じた。2010年9月8日から10月9日、カナダのプリンス・エドワード島のシャーロットタウン・フェスティバルにて同役を再演した。2010年11月14日から2011年1月2日、ブロードウェイにてミュージカル『エルフ』でサンタクロース役を演じた。2011年8月2日から8月21日、カナダのマニトバ州ウィニペグのレインボー・ステージにて『ヘアスプレー』のエドナ役を再演した。2016年6月、メリーランド州ボルチモアにてジョン・ウォーターズの演出、ボルチモア交響楽団の演奏による『ヘアスプレー』でエドナ役を再演した。

## 出演作品

### 映画
- ある日どこかで Somewhere in Time (1980)
- マイ・ボディガード My Bodyguard (1980)
- Jekyll and Hyde... Together Again (1982)
- フライングハイ2/危険がいっぱい月への旅 Airplane II: The Sequel  (1982)
- ドリームスケープ Dreamscape (1984)
- 誘惑 Thief of Hearts (1984)
- 恋人ゲーム No Small Affair (1984)
- フレッチ/殺人方程式 Fletch (1985)
- ガン・ホー Gung Ho (1986)
- ガバリン House (1986)
- ネバー・セイ・ダイ Never Say Die (1988)
- Masters of Menace (1990)
- 真実の瞬間 Guilty by Suspicion (1991)
- フォーエヴァー・ヤング 時を超えた告白 Forever Young (1992)
- ママのフィアンセ/結婚に異議あり! Man of the House (1995)
- スペース・トラッカー Space Truckers (1996)
- Outside Providence (1999)
- 消滅水域 Lakeboat (2000)
- Teddy Bears' Picnic (2002)
- キング・オブ・バイオレンス King of the Ants (2003)
- Saturday Morning (2007)

### テレビドラマ
- Taxi (1981)
- チアーズ Cheers (1982-1993)
- マッシュ M*A*S*H (1982)
- トワイライトゾーン Twilight Zone (1986)
- ディズニーランド Disneyland
- ウィングス Wings (1990)
- ハリウッド・ナイトメア Tales from the Crypt (1991)
- 刑事コロンボ：『奇妙な助っ人』 Columbo: Strange Bedfellows (1995)
- スピン・シティ Spin City (1996)
- 不思議の国のアリス Alice in Wonderland (1999)
- サブリナ Sabrina, the Teenage Witch (2001-2002)
- マスターズ・オブ・ホラー Masters of Horrors　（ジョン・ランディス監督の一編）

### テレビアニメ
- ガーフィールド Garfield on the Town (1983)
- ザ・シンプソンズ The Simpsons (1994)
- ファミリー・ガイ Family Guy (2007)

### テレビ番組
- サタデー・ナイト・ライブ Saturday Night Live (2986-2003)
- ジョージ・ウェント・ショー The George Wendt Show (1995)